# Едріан Маріаппа
Едріан Маріаппа (англ. Adrian Mariappa; нар. 3 жовтня 1986, Лондон) — англійський та ямайський футболіст, захисник клубу «Велдстон».
Уродженець Лондона Едріан прийняв пропозицію грати за національну збірну Ямайки, звідки родом батьки його матері.
Виступав, зокрема, за клуби «Редінг» та «Крістал Пелес», а також національну збірну Ямайки.

## Клубна кар'єра
Народився 3 жовтня 1986 року в місті Лондон. Вихованець футбольної академії клубу «Вотфорд». Дорослу футбольну кар'єру розпочав 2005 року в основній команді того ж клубу, в якій провів сім сезонів, взявши участь у 216 матчах чемпіонату.  Більшість часу, проведеного у складі «Вотфорда», був основним гравцем захисту команди.
Протягом 2012—2013 років захищав кольори команди клубу «Редінг».
До складу клубу «Крістал Пелес» приєднався 2013 року. Підписав контракт з клубом до 13 червня 2016 року. Відтоді встиг відіграти за лондонський клуб 39 матчів у національному чемпіонаті.
У 2016 році повернувся до клубу «Вотфорд». Відіграв за клуб 81 матч у національному чемпіонаті.
11 листопада 2020 року перейшов до клубу «Бристоль Сіті». 14 травня 2021 року продовжив угоду ще на півроку.
29 листопада 2021 року Едріан перебрався до Австралії, де підписав контракт з місцевим клубом «Макартур».
7 жовтня 2022, Маріаппа повернувся до Англіїуклавши угоду з командою «Бертон Альбіон».
23 березня 2023 року переходить до команди «Солфорд Сіті».
З 27 червня 2024 року захищає кольори клубу «Велдстон».

## Виступи за збірну
Маріаппа мав право виступати за національну збірну Фіджі через фіджійське походження свого батька.
2012 року дебютував в офіційних матчах у складі національної збірної Ямайки. Наразі провів у формі головної команди країни 72 матчі, забивши 1 гол.
У складі збірної був учасником розіграшу Золотого кубка КОНКАКАФ 2015 року в США та Канаді, де разом з командою здобув «срібло», розіграшу Кубка Америки 2015 року в Чилі, розіграшу Кубка Америки 2016 року в США.

## Особисте життя
Маріаппа має фіджійське (по батьківській лінії) і ямайське (по материнській лінії) походження.

## Статистика виступів

### Статистика клубних виступів
| Сезон             | Команда           | Чемпіонат         | Чемпіонат | Чемпіонат | Національний кубок | Національний кубок | Континентальні кубки | Континентальні кубки | Інші змагання | Інші змагання | Усього | Усього |
| Сезон             | Команда           | Ліга              | Ігор      | Голів     | Ігор               | Голів              | Ігор                 | Голів                | Ігор          | Голів         | Ігор   | Голів  |
| ----------------- | ----------------- | ----------------- | --------- | --------- | ------------------ | ------------------ | -------------------- | -------------------- | ------------- | ------------- | ------ | ------ |
| «Вотфорд»         | 2005–06           | Чемпіоншип        | 3         | 0         | 0                  | 0                  | 2                    | 0                    | 0             | 0             | 5      | 0      |
| «Вотфорд»         | 2006–07           | Прем'єр-ліга      | 19        | 0         | 5                  | 0                  | 1                    | 0                    | —             | —             | 25     | 0      |
| «Вотфорд»         | 2007–08           | Чемпіоншип        | 25        | 0         | 2                  | 0                  | 2                    | 0                    | 1             | 0             | 30     | 0      |
| «Вотфорд»         | 2008–09           | Чемпіоншип        | 39        | 1         | 3                  | 0                  | 5                    | 0                    | —             | —             | 47     | 1      |
| «Вотфорд»         | 2009–10           | Чемпіоншип        | 46        | 1         | 1                  | 0                  | 2                    | 0                    | —             | —             | 49     | 1      |
| «Вотфорд»         | 2010–11           | Чемпіоншип        | 45        | 1         | 2                  | 0                  | 2                    | 0                    | —             | —             | 49     | 1      |
| «Вотфорд»         | 2011–12           | Чемпіоншип        | 39        | 1         | 2                  | 0                  | 1                    | 0                    | —             | —             | 42     | 1      |
| «Вотфорд»         | Усього            | Усього            | 216       | 4         | 15                 | 0                  | 15                   | 0                    | 1             | 0             | 247    | 4      |
| «Редінг»          | 2012–13           | Прем'єр-ліга      | 29        | 1         | 2                  | 0                  | 1                    | 0                    | —             | —             | 32     | 1      |
| «Редінг»          | 2013–14           | Чемпіоншип        | 0         | 0         | 0                  | 0                  | 1                    | 0                    | —             | —             | 1      | 0      |
| «Редінг»          | Усього            | Усього            | 29        | 1         | 2                  | 0                  | 2                    | 0                    | —             | —             | 33     | 1      |
| «Крістал Пелес»   | 2013–14           | Прем'єр-ліга      | 24        | 1         | 2                  | 0                  | 0                    | 0                    | —             | —             | 26     | 1      |
| «Крістал Пелес»   | 2014–15           | Прем'єр-ліга      | 12        | 0         | 2                  | 0                  | 2                    | 0                    | —             | —             | 16     | 0      |
| «Крістал Пелес»   | 2015–16           | Прем'єр-ліга      | 3         | 0         | 1                  | 0                  | 3                    | 0                    | —             | —             | 7      | 0      |
| «Крістал Пелес»   | Усього            | Усього            | 39        | 1         | 5                  | 0                  | 5                    | 0                    | —             | —             | 49     | 1      |
| «Вотфорд»         | 2016–17           | Прем'єр-ліга      | 7         | 0         | 1                  | 0                  | 0                    | 0                    | —             | —             | 8      | 0      |
| «Вотфорд»         | 2017–18           | Прем'єр-ліга      | 18        | 0         | 1                  | 0                  | 1                    | 1                    | —             | —             | 20     | 1      |
| «Вотфорд»         | 2017–18           | Прем'єр-ліга      | 28        | 0         | 1                  | 0                  | 1                    | 1                    | —             | —             | 30     | 1      |
| «Вотфорд»         | 2018–19           | Прем'єр-ліга      | 26        | 0         | 4                  | 0                  | 2                    | 0                    | —             | —             | 32     | 0      |
| «Вотфорд»         | 2019–20           | Прем'єр-ліга      | 20        | 0         | 1                  | 0                  | 2                    | 0                    | —             | —             | 23     | 0      |
| Усього            | Усього            | 81                | 0         | 7         | 0                  | 5                  | 1                    | —                    | —             | 93            | 1      |        |
| «Бристоль Сіті»   | 2020–21           | Чемпіоншип        | 25        | 0         | 2                  | 0                  | 0                    | 0                    | —             | —             | 27     | 0      |
| «Макартур»        | 2021–22           | A-Ліга            | 19        | 3         | 0                  | 0                  | —                    | —                    | —             | —             | 19     | 3      |
| «Бертон Альбіон»  | 2022–23           | Перша ліга        | 8         | 1         | 2                  | 0                  | 0                    | 0                    | 2             | 0             | 12     | 1      |
| «Солфорд Сіті»    | 2022–23           | Друга ліга        | 4         | 0         | 0                  | 0                  | 0                    | 0                    | 0             | 0             | 4      | 0      |
| Усього за кар'єру | Усього за кар'єру | Усього за кар'єру | 421       | 10        | 33                 | 0                  | 27                   | 1                    | 3             | 0             | 484    | 11     |

## Титули і досягнення
- Срібний призер Золотого кубка КОНКАКАФ: 2015